# Hilde Simons
Hilde Simons is een voormalig Belgisch weervrouw voor de VRT. Ze is de echtgenote van Frank Deboosere.
Toen in maart 1987 de leegte die Armand Pien achterliet moest worden opgevuld, nam de openbare omroep vier presentatoren aan: Georges Küster, Bob De Richter, Frank Deboosere en Hilde Simons. Simons werd na zes maanden, in de zomer van 1987, opgevolgd door Peggy Van der Stricht-De Meyer.
De familie Deboosere-Simons woont in Mechelen en heeft vier kinderen.